# Lepanthes appendiculata
Lepanthes appendiculata är en orkidéart som beskrevs av Oakes Ames. Lepanthes appendiculata ingår i släktet Lepanthes och familjen orkidéer. Inga underarter finns listade i Catalogue of Life.